# Kristof Van De Vondel
Kristof Van de Vondel (10 oktober 1987) is een Vlaamse acteur.
Van de Vondel heeft in 1997 geacteerd in de Vlaamse miniserie Diamant. Sinds 1997 vertolkt Kristof de rol van Pierrot Van den Bossche in de soap Familie. In de zomer van 2005 stopten zijn draaidagen op de set van Familie, omdat Familie na de zomer van 2006 een tijdsprong van 3 jaar maakte waardoor zijn personage door een andere acteur vertolkt werd, namelijk Guillaume Devos.